# Nocticanace peculiaris
Nocticanace peculiaris är en tvåvingeart som beskrevs av Malloch 1933. Nocticanace peculiaris ingår i släktet Nocticanace och familjen Canacidae. Inga underarter finns listade i Catalogue of Life.